# 강동원
강동원(1981년 1월 18일 ~ )은 대한민국의 배우이다.

## 생애
1981년 1월 18일에 부산직할시 서구 하단동에서 태어났다. 아버지 강철우는 SPP중공업 부사장을 지냈다. 외증조부는 이종만 최고인민회의 대의원이다. 경원중학교, 거창고등학교를 졸업했다. 이후 한양대학교에서 기계공학과 학사 학위를 졸업했다. 이후 상명대학교 대학원에서 영화학 석사 학위를 졸업했다.
가세가 기울어 아르바이트를 하던 강동원은 2001년 대학교 2학년 때 수려한 외모로 지하철에서 모델 제안을 받아 모델계에 입문했다. 한국 모델 최초로 파리 프레타 포르테에 섰다. 디자이너 우영미의 뮤즈를 하기도 했다.
2003년 3월, 방영한 《위풍당당 그녀》 드라마로 데뷔했다.
2010년, 제30회 한국영화평론가협회상 남우주연상을 수상했다.
2022년, LVMH 루이비통 앰버서더로 선정되었다.

## 배우 활동
2003년 MBC 드라마 《위풍당당 그녀》로 연기자로서 처음 모습을 드러냈다. 2004년 영화 《그녀를 믿지 마세요》에서 김하늘과 연인으로 호흡을 맞추며 스크린 데뷔하여, 같은 해 백상예술대상 인기상 수상했다. 2004년 영화 《늑대의 유혹》으로 대한민국영화대상 신인남우상, 청룡영화제 인기상, 황금촬영상 신인남우상, 백상예술대상 인기상을 수상했다. 2010년 영화 《의형제》에서 송강호와 연기 호흡을 맞추며 한국영화평론가협회상에서 남우연기상을 수상했다.

### 영화
- 2004년 영화 《그녀를 믿지 마세요》 ... 최희철 역
- 2004년 영화 《늑대의 유혹》 ... 정태성 역
- 2005년 영화 《형사 Duelist》 ... 슬픈 눈 역
- 2005년 영화 《조선 느와르 - 이명세 형사 만들기》 ... 본인 역
- 2006년 영화 《우리들의 행복한 시간》 ... 정윤수 역
- 2007년 영화 《그놈 목소리》 ... 유괴범 역 (목소리 출연)
- 2007년 영화 《M》 ... 한민우 역
- 2009년 영화 《전우치》 ... 전우치 역
- 2010년 영화 《의형제》 ... 송지원 역
- 2010년 영화 《카멜리아 - '러브 포 세일' 편》 ... 제이 역
- 2010년 영화 《초능력자》 ... 초능력자 역
- 2013년 영화 《더 엑스》 ... X 역
- 2014년 영화 《군도: 민란의 시대》 ... 조윤 역
- 2014년 영화 《두근두근 내 인생》 ... 한대수 역
- 2015년 영화 《검은 사제들》 ... 최준호 부제 역
- 2016년 영화 《검사외전》 ... 한치원 / 김재영 역
- 2016년 영화 《가려진 시간》 ... 여성민 역
- 2016년 영화 《마스터》 ... 김재명 역
- 2017년 영화 《1987》 ... 이한열 열사 역 (특별출연)
- 2018년 영화 《골든 슬럼버》 ... 김건우 역
- 2018년 영화 《인랑》 ... 임중경 역
- 2020년 영화 《반도》 ... 한정석 역
- 2022년 영화 《브로커》 ... 동수 역
- 2023년 영화 《쓰나미 LA》 ... 서퍼 역
- 2023년 영화 《천박사 퇴마 연구소: 설경의 비밀》 ... 천 박사 역
- 2024년 영화 《설계자》 ... 영일 역
- 2024년 영화 《전,란》 ... 천영 역
- 2025년 영화 《검은 수녀들》 ... 최 부제 역 (우정출연)

### 드라마
| 연도 | 방송사   | 제목          | 역할   | 비고   |
| ---- | -------- | ------------- | ------ | ------ |
| 2003 | MBC      | 위풍당당 그녀 | 민지훈 | 17부작 |
| 2003 | MBC      | 1%의 어떤 것  | 이재인 | 26부작 |
| 2004 | SBS      | 매직          | 차강재 | 16부작 |
| 2025 | Disney + | 북극성        | 백산호 |        |

## 뮤직 비디오
| 연도 | 가수   | 노래              | 비고   |
| ---- | ------ | ----------------- | ------ |
| 2000 | 조성모 | 〈다짐〉          | 데뷔전 |
| 2001 | 제이   | 〈빛〉            | 데뷔전 |
| 2002 | 링크   | 〈비가와〉        |        |
| 2010 | 주형진 | 〈헤어지자고〉    |        |
| 2016 | 주형진 | 〈비밀을 말하다〉 |        |

## 광고
| 연도        | 기업명                        | 제품명                                                         | 종류       |
| ----------- | ----------------------------- | -------------------------------------------------------------- | ---------- |
| 2000        | 한국롯데네슬레                | 네스카페                                                       | 커피       |
| 2002        | CJ39쇼핑                      | CJ몰                                                           | 오픈마켓   |
| 2002        | CJ제일제당                    | 가쓰오우동                                                     | 식품       |
| 2003        | CJ제일제당                    | 햄스빌 포코포코                                                | 식품       |
| 2003        | OB맥주                        | 카스 맥주                                                      | 주류       |
| 2003        | (주)예신퍼슨스                | 스멕스                                                         | 의류       |
| 2003 ~ 2005 | KTF                           | 굿타임찬스                                                     | 이동통신   |
| 2003 ~ 2005 | KTF                           | 매직엔                                                         | 이동통신   |
| 2003 ~ 2005 | KTF                           | K-ways                                                         | 이동통신   |
| 2004        | 매일유업                      | 카페라떼                                                       | 커피음료   |
| 2004        | 매일유업                      | 썬업 뷰티 콜라겐                                               | 주스음료   |
| 2005        | 더베이직하우스                | 베이직하우스                                                   | 의류       |
| 2005        | 팬택앤큐리텔                  | 팬택                                                           | 휴대폰     |
| 2006 ~ 2007 | 삼성물산 패션부문             | 엠비오(MVIO)                                                   | 남성 정장  |
| 2006 ~ 2007 | LG전자                        | 싸이언(CYON)                                                   | 휴대폰     |
| 2006 ~ 2007 | 샤프전자                      | 샤프 리얼딕                                                    | 전자사전   |
| 2008 ~ 2009 | (주)세정                      | 크리스크리스티                                                 | 남성 의류  |
| 2009        | 대선주조                      | 봄봄 소주                                                      | 주류       |
| 2009 ~ 2011 | 남양유업                      | 프렌치카페                                                     | 커피       |
| 2010 ~ 2011 | 코원시스템                    | 코원                                                           | MP3, PMP   |
| 2011        | 남양유업                      | 프렌치카페 카페믹스                                            | 커피       |
| 2012 ~ 2014 | 남양유업                      | 프렌치카페 루카                                                | 커피       |
| 2013        | 아디다스 코리아               | 아디다스 오리지널스                                            | 스포츠웨어 |
| 2014        | 한국유니클로 (에프알엘코리아) | 유니클로 슬림피트 스트레이트 셀비지 진 유니클로 후리스풀짚재킷 | 의류       |
| 2015 ~ 2019 | 남양유업                      | 프렌치카페 루카스나인 프렌치카페 루카스나인 라떼               | 커피       |
| 2016 ~ 2017 | 코오롱인더스트리 FnC부문      | 코오롱스포츠                                                   | 아웃도어   |
| 2017        | 한국유니클로 (에프알엘코리아) | 유니클로 슬림피트 데미지 진                                    | 의류       |
| 2019        | PLAC                          |                                                                | 의류       |

## 수상 및 후보
| 연도 | 시상식                              | 부문                         | 작품                            | 결과 |
| ---- | ----------------------------------- | ---------------------------- | ------------------------------- | ---- |
| 2003 | MBC 연기대상                        | 남자 신인연기상              | 1%의 어떤 것                    | 수상 |
| 2003 | MBC 연기대상                        | 남자 인기상                  | 1%의 어떤 것                    | 후보 |
| 2003 | MBC 연기대상                        | 베스트 커플상 (with 김정화)  | 1%의 어떤 것                    | 후보 |
| 2004 | 제40회 백상예술대상                 | 영화부문 남자 신인연기상     | 그녀를 믿지 마세요              | 후보 |
| 2004 | 제40회 백상예술대상                 | 영화부문 남자 인기상         | 그녀를 믿지 마세요              | 수상 |
| 2004 | 제41회 대종상                       | 신인남우상                   | 그녀를 믿지 마세요              | 후보 |
| 2004 | 제24회 한국영화평론가협회상         | 신인남우상                   | 늑대의 유혹                     | 수상 |
| 2004 | 제9회 여성관객영화상                | 그나마 희망적인 남성캐릭터상 | 그녀를 믿지 마세요              | 수상 |
| 2004 | 제25회 청룡영화상                   | 신인남우상                   | 늑대의 유혹                     | 후보 |
| 2004 | 제25회 청룡영화상                   | 인기스타상                   | 늑대의 유혹                     | 수상 |
| 2004 | 제3회 대한민국 영화대상             | 신인남우상                   | 늑대의 유혹                     | 수상 |
| 2004 | 제3회 대한민국 영화대상             | 신인남우상                   | 그녀를 믿지 마세요              | 후보 |
| 2004 | 제7회 디렉터스 컷 시상식            | 올해의 남자 신인연기자상     | 그녀를 믿지 마세요              | 수상 |
| 2004 | 씨네21 영화상                       | 올해의 남자신인배우          | 그녀를 믿지 마세요, 늑대의 유혹 | 수상 |
| 2005 | 제3회 CGV 관객이 뽑은 올해의 영화상 | 올해의 신인남자배우상        | 늑대의 유혹                     | 수상 |
| 2005 | 제28회 황금촬영상                   | 신인남우상                   | 늑대의 유혹                     | 수상 |
| 2005 | 제41회 백상예술대상                 | 영화부문 남자 인기상         | 늑대의 유혹                     | 수상 |
| 2005 | 제26회 청룡영화상                   | 인기스타상                   | 형사 Duelist                    | 수상 |
| 2007 | 제43회 백상예술대상                 | 영화부문 남자 최우수연기상   | 우리들의 행복한 시간            | 후보 |
| 2010 | 제46회 백상예술대상                 | 영화부문 남자 최우수연기상   | 의형제                          | 후보 |
| 2010 | 제19회 부일영화상                   | 남우주연상                   | 의형제                          | 후보 |
| 2010 | 제47회 대종상                       | 남우주연상                   | 의형제                          | 후보 |
| 2010 | 제30회 한국영화평론가협회상         | 남우주연상                   | 의형제                          | 수상 |
| 2010 | 제31회 청룡영화상                   | 남우주연상                   | 의형제                          | 후보 |
| 2014 | 제51회 대종상                       | 남우주연상                   | 군도: 민란의 시대               | 후보 |
| 2016 | 제11회 맥스무비 최고의 영화상       | 최고의 남자배우상            | 검은 사제들                     | 후보 |
| 2016 | 제8회 InStyle 스타 아이콘           | 스크린 남자 배우 부문        | 빈칸                            | 수상 |
| 2017 | 제16회 뉴욕 아시아 영화제           | 아시아 스타상                | 가려진 시간                     | 수상 |
| 2018 | 제27회 부일영화상                   | 남자 인기스타상              | 인랑                            | 후보 |
| 2020 | 제29회 부일영화상                   | 남자 인기스타상              | 반도                            | 수상 |
| 2024 | 대한민국 퍼스트브랜드 대상          | 남자배우-영화 부문           | 천박사 퇴마 연구소: 설경의 비밀 | 수상 |